# Liberec (regio)
Liberec (Tsjechisch: Liberecký kraj) is een Tsjechische bestuursregio in het uiterste noorden van het land. De hoofdstad is Liberec, waarnaar de regio is vernoemd.
Enkele steden zijn:
- Nový Bor
- Jablonec nad Nisou
- Česká Lípa
- Semily
- Frýdlant
- Nové Město pod Smrkem
- Bozkov
- Kořenov

## Bezienswaardigheden
- IJzergebergte

Hradec Králové · Karlsbad · Liberec · Midden-Bohemen · Moravië-Silezië · Olomouc · Pardubice · Pilsen · Praag · Ústí nad Labem · Vysočina · Zlín · Zuid-Bohemen · Zuid-Moravië

Districten (Stadsdistricten van Praag) · Gemeenten 
Česká Lípa · Jablonec nad Nisou · Liberec · Semily